# 瀬尾一三
瀬尾 一三（せお いちぞう、1947年9月30日 - ）は、兵庫県生まれの日本の音楽プロデューサー、作曲家、編曲家、シンガーソングライター。主に中島みゆき、長渕剛、吉田拓郎、かぐや姫、德永英明、風、伊勢正三などの作品を多数手がけていることで知られ、特に中島みゆきのプロデュースに力を注いでいる。

## 経歴
関西大学文学部中退。学生時代から関西フォーク・シーンで音楽活動を始め、1969年より翌年にかけて金延幸子、中川イサト、松田幸一らとともにグループ「愚」として活動。ロックやボサノヴァの要素も取り入れたユニークなスタイルのフォークグループとして注目を集め、2枚のシングルを残した（うち1枚は「秘密結社○○教団」名義）。
1970年にアルファレコードに入社したが、1972年に退社し、シンガーソングライターとしてソロデビュー。1973年には赤い鳥、サディスティック・ミカ・バンドのメンバーが参加したソロアルバム『貘』（東芝EMI）を発表した。ほんの一部で評価を得た本作だったが、商業的成功は得られず、瀬尾がセッション・ミュージシャン、プロデューサーへと転身する契機となった。
1973年の吉田拓郎のアルバム『たくろうLIVE'73』を吉田と共同でプロデュース、1974年の斉藤哲夫のアルバム『Goodtime Music』でクレジットはされていないが、初めて単独プロデュースを手がける。その後杏里の「オリビアを聴きながら」やバンバンの「『いちご白書』をもう一度」など、手がけた作品が次々と大ヒット。一躍ニューミュージック界を代表するアレンジャー／プロデューサーとなる。1977年には風のアルバム『海風』で、当時まだ珍しかったアメリカ西海岸での海外録音を行う。以降彼は現在まで長くロサンゼルスでのレコーディングを続け、主要なプロデュース作品の多くはロサンゼルスでレコーディングもしくはミックスダウンされている。また、『3年B組金八先生』の劇中音楽も初作からテレビスペシャル第6作まで担当しており、この縁で小山内美江子が脚本を担当したテレビドラマ『風にむかってマイウェイ』に宮本信子が演じる吉野ミドリの夫・忠義役でドラマ出演を果たしている。
1980年代以降は徳永英明や甲斐よしひろなどのアルバムや楽曲を手がけたほかに、長渕剛が俳優として出演したドラマ『家族ゲームII』の音楽も担当した（長渕の歌唱及び作曲による主題歌「GOOD-BYE青春」他3曲も瀬尾による編曲）。1987年の長渕のアルバム『LICENSE』の全曲をプロデュースし、それ以降に発表されたアルバムのうち数枚で瀬尾は彼との共同プロデューサーとしてクレジットされている。
また、チャゲ&飛鳥の1979年のデビュー曲「ひとり咲き」から、1988年発売のアルバム『ENERGY』に至るまでの楽曲のうち半数の編曲を手掛け、1980年にはシングル「万里の河」をヒットさせている。
1986年、OVA『ガルフォース』の音楽を担当した。
1988年、中島みゆきのアルバム『グッバイガール』をプロデュース。なお瀬尾はこの作品以降に発表された全ての彼女のオリジナル・アルバム及びシングルで、プロデュース・アレンジ・演奏などに携わっている。1990年代以降中島がロサンゼルスで頻繁にアルバムのレコーディングを行うようになったのは瀬尾の進言であり、1989年から渋谷のBunkamura・シアターコクーンで1998年まで行われた（それ以降は不定期で開催）彼女の実験的な音楽劇『夜会』の音楽監督も10年連続で務めるなど、近年は中島のパートナーと言っていい存在となっている。
1990年、德永英明の「壊れかけのRadio」で第32回日本レコード大賞編曲賞を受賞。
リタ・クーリッジが日本のヒット曲を英詞でカバーした1991年のアルバム『ダンシング・ウィズ・エンジェル』は、クーリッジの自作曲を含む全曲が瀬尾のプロデュースによるものである。彼女はこのアルバムが縁で、同年に発表された中島みゆきのアルバム『歌でしか言えない』に参加した。1970年代から海外で仕事を進めてきた彼の人脈は広く、手がけた作品にはビル・ペインやヴィニー・カリウタ、ニール・スチューベンハウスをはじめとする多くの大御所も参加している。
2000年代に入ってからは吉田拓郎と連名でコンサート・ツアーを行い、2005年の中島みゆきのツアーにも参加している。また、彼等との仕事以外ではNSPの19年ぶりの新作にして、リーダーの天野滋にとっての遺作となったアルバム『Radio Days』や、柴田淳のシングル｢ちいさなぼくへ｣、中島が華原朋美に提供したシングル「あのさよならにさよならを」などの編曲・プロデュースなどを手がけている。

## ディスコグラフィ

### シングル
| 発売日       | 面           | タイトル       | 作詞         | 作曲         | 編曲         | 規格         | 規格品番     |
| 東芝音楽工業 | 東芝音楽工業 | 東芝音楽工業   | 東芝音楽工業 | 東芝音楽工業 | 東芝音楽工業 | 東芝音楽工業 | 東芝音楽工業 |
| ------------ | ------------ | -------------- | ------------ | ------------ | ------------ | ------------ | ------------ |
| 1973年       | A            | かわいいおまえ | 瀬尾一三     | 瀬尾一三     | 瀬尾一三     | EP           | ETP-2838     |
| 1973年       | B            | こんなものさ   | 瀬尾一三     | 瀬尾一三     | 瀬尾一三     | EP           | ETP-2838     |

### アルバム
| 発売日        | アルバム | レーベル     | 規格 | 規格品番  |
| ------------- | --- | ------------ | ---- | --------- |
| 1973年5月5日  | 貘 A面 1. ひとりごと 2. かわいいおまえ 3. 朝が来るまで 4. 夜明け 5. こんなものさ B面 1. ノーバディー・ノーズ・ユー 2. 朝の匂い 3. 旅 '73 4. 狂気への道 5. 何時かのあの頃へ | 東芝音楽工業 | LP   | ETP‐9075  |
| 1983年6月21日 | 貘 A面 1. ひとりごと 2. かわいいおまえ 3. 朝が来るまで 4. 夜明け 5. こんなものさ B面 1. ノーバディー・ノーズ・ユー 2. 朝の匂い 3. 旅 '73 4. 狂気への道 5. 何時かのあの頃へ | 東芝EMI      | LP   | ETP-40159 |
| 1990年8月29日 | 貘 A面 1. ひとりごと 2. かわいいおまえ 3. 朝が来るまで 4. 夜明け 5. こんなものさ B面 1. ノーバディー・ノーズ・ユー 2. 朝の匂い 3. 旅 '73 4. 狂気への道 5. 何時かのあの頃へ | 東芝EMI      | CD   | TOCT-5785 |
| 1978年        | 黄金分割 THE GOLDEN SECTION 風 インストゥルメンタル・アルバム ※ 風の楽曲をインストゥルメンタルとしてリアレンジしたアルバム。 A面 1. ほおづえをつく女 2. おそかれはやかれ 3. 海岸道 4. アフタヌーン通り25 5. 東京1975 B面 1. 海風 2. トパーズ色の街 3. 22才の別れ 4. 暦の上では 5. お前だけが | クラウン     | LP   | GW-7093   |

### サウンドトラック
1. ガルフォース ETERNAL STORY オリジナル・サウンドトラック（EPIC・ソニー、1987年6月21日）

### コンピレーション・アルバム
1. 「時代を創った名曲たち」〜瀬尾一三作品集 SUPER digest〜（ヤマハミュージックコミュニケーションズ、2017年11月22日）
2. 「時代を創った名曲たち 2」〜瀬尾一三作品集 SUPER digest〜（ヤマハミュージックコミュニケーションズ、2019年1月30日）
3. 「時代を創った名曲たち 3」〜瀬尾一三作品集 SUPER digest〜（ヤマハミュージックコミュニケーションズ、2020年1月8日）
4. 「時代を創った名曲たち 4」〜瀬尾一三作品集 SUPER digest〜（ヤマハミュージックコミュニケーションズ、2023年3月1日）

## 編曲・プロデュースに携わった楽曲

### あ行
- 哀川翔
  - シングル
    - まっすぐ行けばいい/俺たちの迷い
    - 抱きしめたい/泡沫

  - オリジナル・アルバム
    - 明日が好きさ!
      - KAGOSHIMA 1991
      - あいしてるよ
      - 君に逢いたい
      - 90's blow
- 赤い鳥
  - オリジナル・アルバム
    - 竹田の子守唄
      - 翼をください　※コーラスアレンジ

    - パーティー　※赤い鳥と共同プロデュース
- 晃
  - ロック天国
  - 悲しきクラス替え
- アグネス・チャン
  - 小鳥よ空へ
  - 愛の十字路
  - 忘れないでしょう
  - 初恋
  - 愛のパントマイム
- 淺井ひろみ
  - Hurry Hurry
- 飛鳥涼（現：ASKA）
  - 蘇州夜曲
  - MY Mr.LONELY HEART（飛鳥涼と共同アレンジ）
- 東野純直
  - 君を抱きしめてた
- 麻生祐未
  - ドキュメント
  - 引けぎわ
- あべ静江
  - 生まれたままの姿で
- あみん
  - 白いページの中に
  - 朝
  - ボヘミアン
  - 追憶
- あのねのね
  - 青春旅情
- 彩裕季
  - 同級生
  - さよならが止まるまで
  - 紙ひこうき
  - あなたの愛が聴こえない
- 鮎川麻弥
  - ワンダーランド
- 杏里
  - シングル
    - オリビアを聴きながら
    - Fly By Day
    - 悲しみがとまらない（ストリングスアレンジ）
    - 16(Sixteen)BEAT

  - オリジナル・アルバム
    - 杏里 -apricot jam-（全編曲）
    - Heaven Beach　（全編曲）
- 五十嵐浩晃
  - そよ風の頃
- 五十嵐夕紀
  - えとらんぜ
  - ほ・ほ・え・み
- 石川優子
  - シングル
    - 恋のトラブルメーカー
    - 真夜中のラブコール
    - 5分でSunset
    - 春でも夏でもない季節
    - 愛を振り向かないで
    - ニール・サイモンも読みかけのままで
    - ヴィーナスは泣かない
    - ドリーミー・ドリーマー（TVアニメ「燃える!お兄さん」OPテーマ）

  - オリジナル・アルバム
    - accelerando（全編曲）
- 伊勢正三
  - シングル
    - 想い出がつきない夜
    - ほんの短い夏
    - 涙を連れて旅に出ようか

  - オリジナル・アルバム
    - 北斗七星（全編曲）
- 伊丹哲也 & Side By Side　※Side By Sideと共同編曲
  - お前しかいない
  - 洋子 Side By Side
  - 裸の街
  - Uターン禁止のフリーウェイ
  - メンフィス・ストリート
  - 街が泣いてた (Album Version)
- 伊藤かずえ
  - Burnin' West Side
  - Burnin' East Side
- 井上陽水
  - 海へ来なさい（「ガイドのいない夜」収録）
- イルカ
  - 終恋
- 稲葉喜美子
  - 川花火
  - 女の時代
- 岩崎宏美
  - 時の女神
- 宇佐元恭一
  - Rock'n Beat
  - ありふれた倖せの中で
  - ミッドナイトコール
  - 俺のわがまま
  - MY SONG, MY LOVE
- NSP
  - あなたこっちを振り向いて
  - 北北東の風
  - 愛のナイフ
  - 潮騒のホテル
  - 星も月も草も街も
  - めぐり逢いはすべてを越えて
- 大貫妙子
  - じゃじゃ馬娘
  - 横顔
  - 空をとべたら
  - 風のオルガン
  - あこがれ
- 岡田奈々
  - 青春の坂道
  - 若い季節
  - 手編みのプレゼント
  - かざらない青春
- 尾崎和行
  - One More Time Sing a Song
  - あいつによ・ろ・し・く
  - 今夜ローリングストーン

### か行
- 甲斐バンド
  - らいむらいと（ストリングスアレンジ）
  - HERO（ヒーローになる時、それは今）（ストリングスアレンジ）
  - 胸いっぱいの愛（甲斐バンドと共同アレンジ）
- KAI FIVE
  - 風の中の火のように
  - 落下する月
  - 涙のアドレス
  - 影
  - 桟橋の街
- 甲斐よしひろ
  - シングル
    - 渇いた街

  - オリジナル・アルバム
    - 太陽は死んじゃいない（全編曲）
- かぐや姫
  - 22才の別れ
  - 妹
  - なごり雪
  - 加茂の流れに
  - 君がよければ
  - 夏この頃
  - 湘南 夏
  - こもれ陽
- 風
  - シングル
    - ささやかなこの人生
    - ほおづえをつく女

  - オリジナル・アルバム
    - WINDLESS BLUE（全編曲）
    - 海風（全編曲）
- 門あさ美
  - いちどだけ真似
  - お好きにせめて
  - Season
  - Hold My Heart
- 華原朋美
  - あのさよならにさよならを
- かまやつひろし
  - 我が良き友よ
- 雅夢
  - 霧雨(あめ)の旅人
  - 夕映えよ心の鳩を抱け
  - 辛口のゲーム
  - 壊れた夜
- 加山雄三
  - シングル
    - フィジーにおいで
    - 光進丸
    - 星の旅人

  - オリジナル・アルバム
    - 加山雄三通り（全編曲）
- 辛島美登里
  - 流されながら
  - 5:00p.m.
  - 遠い夏の日
  - 永遠の楽園
  - 家路
- 河合奈保子
  - シングル
    - ハーフムーン・セレナーデ
    - 想い出のコニーズ・アイランド
    - 十六夜物語

  - オリジナル・アルバム
    - Scarlet（全編曲）
    - JAPAN as waterscapes （全編曲）
- 河上幸恵
  - 心の中のルビー
  - 卒業してから -AFTER GRADUATION-
- 岸田智史
  - ニューヨーク
- 木之内みどり
  - ジュ・テーム
  - イマージュ
  - 走れ風のように
- 清竜人
  - 涙雨サヨ・ナラ
  - 青春は美しい
- 工藤静香
  - 激情
  - 雪・月・花
  - Clāvis -鍵-
  - NIGHT WING/雪傘
- 倉沢淳美
  - 危険な夢
  - 女の子・秋・色とりどり
- class
  - White Winter
  - 聖夜
- グレープ
  - ゆだねられた悲しみ
  - 絆
- 香坂みゆき
  - オリジナル・アルバム
    - ヌーヴェルアドレッセ（全編曲）
    - ラ・ヴィ・ナテュレル（全編曲）
- 小坂明子
  - あなたre-birth（佐藤朋生と共同編曲）
- 小堺一機
  - シングル
    - WITH

  - オリジナル・アルバム
    - マージナル（全編曲）
- 小坂忠
  - はずかしそうに（アルバム　ストリングス&ホーンアレンジ, コーラス）
- 児島未散
  - オリジナル・アルバム
    - MICHILLE（全編曲）

### さ行
- 西城秀樹
  - 聖・少女
  - 夕陽よ、俺を照らせ（シングル「聖・少女」B面）
  - 漂流者たち
- 斉藤哲夫
  - シングル
    - バイバイグッドバイサラバイ/今日から昨日へ
    - グッド・タイム・ミュージック/ハロー ハロー
    - さんま焼けたか/僕の古い友達
    - 思い出のレター/旅に寄せて
    - Good Night Mr. Moonlight/足音だけのランナー
    - ダンシング ステップ
    - ひょんなことから有頂天

  - オリジナル・アルバム
    - 君は英雄なんかじゃない　
    - バイバイグッドバイサラバイ※ディレクター兼任
    - グッド・タイム・ミュージック※ディレクター兼任
    - 僕の古い友達※斉藤哲夫と共同プロデュース
- さとうあき子
  - ブルーバタフライ
  - リリシズム
- 佐藤公彦
  - 遠乗りの果て（アルバム）
    - 暑い砂
    - 雨に歌えば
    - 悲しさを手紙にこめて
    - 学生通り
    - 春のあらし
    - 春から夏の日に
    - 浜辺
- 柴田恭兵
  - SHOUT
  - AGAIN〜そしてこの夜に〜
- 柴田淳
  - あの夏
  - ちいさなぼくへ
- 渋谷祐子
  - シングル
    - 酔いたい気持
    - 今夜だけ恋人
    - MADE IN JAPAN

  - オリジナル・アルバム
    - Pop LadyII（全編曲）
    - MADE IN JAPAN（全編曲）
- 四方堂亘
  - シングル
    - 緑の林檎/ミス・キック
    - 西風の中で/どしゃぶりAutumn Rain
    - あんたを超えて/愛しいよ
- 下成佐登子
  - Mrs.メランコリー
  - やさしい雨
- シモンズ
  - 恋の悩みは不思議なもの
- 庄野真代
  - シングル
    - マスカレード
    - アデュー
    - Hey Lady 優しくなれるかい

  - オリジナル・アルバム
    - マスカレード（全編曲）
- 伸太郎
  - 白い風
  - いちばん（佐藤朋生と共同編曲）
- 陣内大蔵
  - Dadaism（陣内大蔵と共同編曲）
  - Silent Moon（陣内大蔵と共同編曲）
  - Tonight（十川知司と共同編曲）
- 杉浦幸
  - ドラマ
  - 友達
- 鈴木聖美
  - 歌え!!レクイエム（OVA「ガルフォース ETERNAL STORY」挿入歌）
- 3B junior
  - 七色のスターダスト
- ソフトクリーム
  - もしもタヌキが世界にいたら2

### た行
- 高橋研
  - 懐かしの4号線
  - 思い出のカルチェラタン
  - 白い雨の都市
  - 映画のように
  - あいつにサヨナラ
- 竹内まりや
  - 戻っておいで・私の時間
  - ドリーム・オブ・ユー～レモンライムの青い風～ [Single Version]
  - ホールド・オン
  - すてきなヒットソング<Rearrange & Remix Version>（ストリングスアレンジ）
- 武田鉄矢
  - 声援（1988年『3年B組金八先生』第3シリーズ主題歌）
- 竹中直人
  - STARDUST
  - ポスターカラー
  - ステーションホテル
  - 君の星が降る
  - Holiday
  - 抱かれた後で
- 田中健
  - 透きとおった夜明け
- 田中律子
  - High-Wind を追いかけて
  - また夏が来る…
  - Wave'n Surf
- 谷村新司
  - Far away
- 谷山浩子
  - 魔法使いの恋人が逃げた
  - 青い鳥
  - 二月の部屋
  - 水蜘蛛
  - 夜明け前声がやって来た
  - やまわろ
  - 星のマリオネット
  - 風を追いかけて
- たんこぶちん
  - 泣いてもいいんだよ（ももいろクローバーZのカバー）
- CHAGE and ASKA
  - ひとり咲き
  - 流恋情歌
  - 万里の河
  - 放浪人 (TABIBITO)
  - 男と女
  - マリオネット
  - MOON LIGHT BLUES
  - 誘惑のベルが鳴る
  - 黄昏を待たずに（飛鳥涼・THE ALPHAと共同アレンジ）
  - SAILOR MAN
  - ロマンシングヤード
- チューリップ
  - 私の小さな人生（シングル・ヴァージョン）
  - 夕陽を追いかけて（チューリップと共同編曲）
- 寺島まゆみ
  - ロックンロール・タイフーン
  - 寝た子を起こす子守唄
- TWO of US
  - 99％の寂しさ
  - 君が幸せになればいい
- 東京キッドブラザース
  - 遠い国のポルカ
- 德永英明
  - シングル
    - 風のエオリア
    - 最後の言い訳
    - 恋人
    - Myself 〜風になりたい〜/心のボール
    - 夢を信じて
    - 壊れかけのRadio
    - Wednesday Moon
    - もう一度あの日のように
    - Rainy Blue 〜1997 Track〜
    - 奇跡のようなめぐり逢い ～Ballade Track～
    - 青い契り
    - 僕のバラード
    - 追憶
    - オリオンの炎
    - 種
    - call
    - バトン

  - オリジナル・アルバム
    - honesto（全編曲）
    - remind（全編曲）
- 富田靖子
  - 渚のドルフィン
  - さびしんぼう (映画『さびしんぼう』主題歌)
- TOM★CAT
  - Midnight Angels
  - パークエリアに今夜9時
  - 目をとじて
  - ダイヤモンド・シンドローム

### な行
- 中川五郎
  - 25年目のおっぱい（アルバム・ストリングスアレンジ）
- 中島美嘉
  - 愛詞（あいことば）
- 中島みゆき
  - シングル
    - 涙 -Made in tears-
    - あした
    - with
    - トーキョー迷子
    - 誕生/Maybe
    - 浅い眠り
    - ジェラシー・ジェラシー
    - 時代 / 最後の女神
    - 空と君のあいだに
    - 旅人のうた
    - たかが愛
    - 愛情物語
    - 命の別名/糸
    - 瞬きもせず
    - 地上の星 / ヘッドライト・テールライト
    - 銀の龍の背に乗って
    - 帰れない者たちへ
    - 一期一会
    - 愛だけを残せ
    - 荒野より
    - 恩知らず
    - 麦の唄
    - 慕情
    - 離郷の歌/進化樹
    - 俱（とも）に / 銀の龍の背に乗って
    - 心音（しんおん）
- オリジナル・アルバム & ライブ・アルバム
  - グッバイガール
  - 回帰熱
  - 夜を往け
  - 歌でしか言えない
  - EAST ASIA
  - 時代-Time goes around-
  - LOVE OR NOTHING
  - 10 WINGS
  - パラダイス・カフェ
  - わたしの子供になりなさい
  - 日-WINGS
  - 月-WINGS
  - 短篇集
  - 心守歌-こころもりうた
  - おとぎばなし-Fairy Ring-
  - 恋文
  - いまのきもち
  - 中島みゆきライヴ! Live at Sony Pictures Studios in L.A.
  - 転生 TEN-SEI
  - ララバイSINGER
  - I Love You, 答えてくれ
  - 歌旅 -中島みゆきコンサートツアー2007-
  - DRAMA!
  - 真夜中の動物園
  - 荒野より
  - 常夜灯
  - 中島みゆき「縁会」2012〜3
  - 問題集
  - 組曲 (Suite)
  - 中島みゆきConcert「一会」2015〜2016
  - 相聞
  - CONTRALTO
  - 中島みゆき 2020ラスト・ツアー「結果オーライ」
  - 世界が違って見える日
- 中西保志
  - 待ちきれなくて
- 長渕剛
  - シングル
    - 春待気流
    - 順子/涙のセレナーデ
    - ヒロイン
    - 夏の恋人
    - 二人歩記
    - 恋人時代
    - GOOD-BYE青春
    - 孤独なハート
    - 久しぶりに俺は泣いたんだ
    - 勇次
    - SUPER STAR
    - ろくなもんじゃねえ
    - 泣いてチンピラ
    - 乾杯（1988年）
    - NEVER CHANGE
    - とんぼ
    - 激愛
    - しょっぱい三日月の夜
    - JEEP
    - しゃぼん玉
    - 巡恋歌'92
    - RUN
    - 友よ
    - 空/SORA
    - 新極真会の歌（新極真会歌）
    - CLOSE YOUR EYES（ストリングスアレンジ）

  - オリジナル・アルバム
    - LICENSE（長渕剛と共同全編曲）
    - JAPAN（長渕剛と共同全編曲）
- 中村隆道
  - 愛してる
  - Hamlet Days
  - Take Your Way
  - 大丈夫さ
  - 君のために僕のために
- 中村雅俊
  - 風の住む町
  - 誰よりも…
- 中村由真
  - ジレンマ
  - シビアー
  - パニック-I'm　in　Panic-
  - 水に落ちたヴァイオレット
  - 君の夢に飛びたい
  - 千年の涙
  - One Summer Lonely
- 中森明菜
  - アサイラム
  - Easy
  - 100℃バカンス
  - 夏はざま
  - サザン・ウインド
  - 秋はパステルタッチ （コーラスアレンジ）
  - BLUE BAY STORY
  - LITTLE PARTY
  - TERMINALまでのEVE
  - 星のX'MAX BERRY~A TENDER STAR
  - SO LONG（ストリングスアレンジ）
- 中山美穂
  - Sweetest Lover
  - Diamond Lights
- 猫
  - シングル
    - 昼下がりの街
    - 花屋のある通り
    - 各駅停車
    - コスモス
    - 君の心はおもちゃ箱

  - オリジナル・アルバム
    - 猫・二枚目（全編曲）

### は行
- ハイ・ファイ・セット
  - シングル
    - 雨のステイション
    - 中央フリーウェイ
    - 風の街
    - ラブストーリーはこれから

  - オリジナル・アルバム
    - QUARTER REST（全編曲）
- 爆風スランプ
  - いつか逆転
- 畠田理恵
  - 人見知り
  - Kissよりつねって
  - KA・TA・KU・NA
- 服部祐民子
  - 近況
  - 三日月と星
  - 海
- ばんばひろふみ
  - 女は天使なんかじゃない
  - 速達
  - あの素晴しい愛をもう一度
  - 黄昏物語
  - 真夜中のロンリーハート
- バンバン
  - 何もしないで
  - 『いちご白書』をもう一度
  - 冷たい雨
  - 霧雨の朝突然に・・・
- 原田真二
  - てぃーんず ぶるーす（鈴木茂と共同編曲）
  - Curtain Rise原田真二と共同編曲）
  - Plastic Doll
  - Angel Fish（鈴木茂と共同編曲）
  - 黙示録（The Revelation）（原田真二と共同編曲）
  - サン・ライズ
- ピース
  - サクラ舞い
  - 銀河の流星 ～あの夏の記憶～
- 平原綾香
  - アリア -Air-
- 久松史奈
  - 天使の休息
  - 微笑みながら
  - さよならを教えて
  - 大っキライだけど愛してる
- ふきのとう
  - 白い冬
  - 南風の頃
  - 初夏
  - 街はひたすら
  - 風の船(海よりも深く…)
  - 雨ふり道玄坂
  - 美しく燃えて
  - 風来坊
  - 流星ワルツ
  - 影法師
  - ここは沖縄
  - 思い出通り雨
  - 春雷
  - メロディー (ストリングスアレンジ)
  - 雨に濡れて (コーラスアレンジ)
  - 銀色の世界
  - 季節の夕暮れ
- 藤谷美紀
  - 応援してるからね
  - 夏休み
  - たったひとりの神さま
  - わたしぽっち
- 藤真利子
  - シングル
    - 裸足の伯爵夫人

  - オリジナル・アルバム
    - 浪漫幻夢（全編曲）
- 藤原理恵
  - 悪いのはマガジン
  - かくれんぼ
- 布施明
  - 陽ざしの中で
  - ファンタジー
  - 宙よ
  - この街で
  - そろそろ帰ってきませんか
- 古時計
  - 季節はずれの走馬燈（ストリングスアレンジ）
  - 悲願橋（ストリングスアレンジ）
  - 恋は魔法（コーラス&ストリングスアレンジ）
  - 冬の夢
  - SINGIN' IN THE RAIN
  - 卒業式（コーラスアレンジ）
- 古村敏比古
  - アルバム
    - Second Wind
      - Fascinating Matango
      - Manic Depressive Love Song
- 細坪基佳
  - ひとりの君へ…
  - ミスターグッドバーを探して

### ま行
- 松尾久美子
  - メモワール
  - やせっぽち
  - かすみ草
  - 東京メルヘン
- 松崎真人
  - たわいないトワイライト
- 松田聖子
  - 花一色〜野菊のささやき〜
  - LOVE SONG
  - ピーチ・シャーベット
  - 小さなラブソング
  - 赤い靴のバレリーナ
- 松山千春
  - 男達の唄
- 円広志
  - 雪の降る人
  - だけど会いたくて
- miyuki
  - コイヲシテイル
  - もしもし・・・おやすみ。
- ももいろクローバーZ
  - 泣いてもいいんだよ
- 森川美穂
  - 教室
  - サーフサイド・ブリーズ~真夏の風~
  - 姫様ズーム・イン
  - 少年の瞳
- 守谷香
  - 予告編
  - シフォンの翼
- 森山良子
  - 子供たちに教えなさい
  - バス通り裏

### や行以降
- 八神純子
  - シングル
    - Touch you, Tonight
    - NATURALLY (ナチュラリー)
    - 黄昏のBAY CITY

  - オリジナル・アルバム
    - LONELY GIRL（全編曲）
    - FULL MOON（全編曲）
- 安永亜衣
  - 2秒のデジャヴー
  - ガラスのラヴァーズ・コンチェルト
  - 素敵なTEARS
  - 神話のPALM TREE
  - 硝子のチューリップ
- 山木康世
  - 旅鴉の唄
  - 懐かしき人よ
- 山口岩男
  - シングル
    - 開戦前夜
    - 真夜中のリバー・サイド

  - オリジナル・アルバム
    - 開戦前夜（全編曲）
- 山崎ハコ
  - スコール
  - ばいばいことば
  - あんたの大阪
  - 港の景色
  - 二人の風
  - ララバイ横須賀
  - 結局忠告
  - オーディション
- 山田パンダ
  - 風の街
  - 落陽
- 山本寛太郎
  - マンハッタンDream
- 山本コウタローとウィークエンド
  - 岬めぐり
- 山本潤子
  - シングル
    - 鍵があわない
    - いつでも夢に花束を

  - オリジナル・アルバム
    - JUNKO YAMAMOTO（全曲アレンジ）
    - Slow Down（全曲アレンジ）
- 山本潤子 & 伊勢正三
  - もしかして二人は
  - 青い夏
- 山本達彦
  - ミスティー・レディー
- 山本英美
  - ティーンエイジ
- 吉沢秋絵
  - なぜ?の嵐
  - 季節はずれの恋
  - 流星のマリオネット
  - シグナルの向こうに
- 吉田拓郎
  - シングル
    - ふざけんなよ
    - 風をみたか
    - すなおになれば（吉田拓郎と共編曲）
    - 遥かなる
    - 気持ちだよ

  - オリジナル・アルバム & ライブ・アルバム
    - よしだたくろう LIVE '73（全曲村岡建と共同アレンジ）
    - 今はまだ人生を語らず（ストリングスアレンジ）
    - COMPLETE TAKURO TOUR 1979
    - 俺が愛した馬鹿（全編曲）
    - 吉田拓郎 ONE LAST NIGHT IN つま恋
    - 感度良好 波高し
    - 豊かなる一日
    - 一瞬の夏
    - Forever Young Concert in つま恋 2006
    - 18時開演〜TAKURO YOSHIDA LIVE at TOKYO INTERNATIONAL FORUM〜
- 吉田拓郎・加藤和彦
  - ジャスト・ア・RONIN
- リタ・クーリッジ
  - Dancing With An Angel（全曲Mike Utleyと共同編曲）
  - For You（全曲Jeff Lamsと共同編曲）
- 渡辺典子
  - 火の鳥
  - リタルダンド
  - 空色のピアス（NHK『アニメ三銃士』イメージソング）
- 渡辺真知子
  - 二雙の舟/カナリア

## 主な作詞・作曲作品
- 赤い鳥
  - 旅（編曲：村井邦彦）作詞・作曲
  - 田舎暮し（作詞:山上路夫／編曲:赤い鳥・村井邦彦・川口真）※村井邦彦と共同作曲
- 杏里
  - 風のジェラシー（作詞：岡田冨美子）作曲・編曲
  - My Special Love Scene（作詞：岡田冨美子）作曲・編曲
- 岡田奈々
  - 雨のテレフォン（作詞：松本隆）作曲・編曲
  - 地図のない旅（作詞：松本隆）作曲・編曲
  - プリーズ・プリーズ（作詞：松本隆）作曲・編曲
- GALLFORCE ETERNAL BAND（川村万梨阿、鶴ひろみ、富沢美智恵、原えりこ、松井菜桜子、山本百合子、渡辺菜生子）
  - 素顔のスパイたち（作詞：岡田冨美子）（OVA「ガルフォース」イメージソング）作曲・編曲
- シモンズ
  - おとずれる愛に（編曲：ボブ佐久間）作詞・作曲
  - ひとつぶの涙（編曲：葵まさひこ）作詞・作曲
  - 取消して下さい（作詞：玉井妙子）作曲・編曲
- ソフトクリーム
  - 風色の地図（作詞：荒木とよひさ）作曲・編曲
- ナウ
  - ヘイ!（編曲：青木望）作詞・作曲
- トワ・エ・モワ
  - 雨が降る日（作詞：山上路夫）作曲・編曲
- 猫
  - バラ色の切符（作詞：喜多條忠）作曲・編曲
- ハイ・ファイ・セット
  - 大きな街（作詞：大川茂　編曲：服部克久）作曲
  - CONCERT LANE（作詞：山川啓介）作曲・編曲
- マイケルズ
  - 君に歌を（編曲：マイケルズ）作詞・作曲
- 森山良子
  - いじっぱりな雨（作詞：松本隆）作曲・編曲
- 八神純子
  - Another Day, Another Me（作詞：川村ひさし）作曲・編曲
  - LONELY GIRL（作詞：八神純子）作曲・編曲
- 山本潤子
  - Room#406（作詞：小泉亮）作曲・編曲
  - Tokyo Moon（作詞：小泉亮）作曲・編曲
  - ベジタリアンのライオン（作詞：小泉亮）編曲※山本潤子と共同作曲
  - 会いたいな（作詞：小泉亮）作曲・編曲
  - ジンクスなんて（作詞：小泉亮）作曲・編曲
  - Slow Down Jam（作詞：小泉亮）編曲　※山本潤子と共同作曲
- ロブバード
  - ボーンフリー・スピリット（作詞：岡田冨美子）作曲・編曲

### コマーシャルソング
- Sing with MAC（松下電器産業〈現・パナソニックホールディングス〉）
- グランバザール（パルコ）
- シルバーフェリー（作詞：森尚明）[2]
- BIG SKY（福島放送、作詞:伊藤アキラ、歌:須藤薫）

## 劇中音楽

### 映画
- 愛こんにちは（1974年、小室等と共作）
- ガルフォース ETERNAL STORY（1986年）

### テレビドラマ
- 3年B組金八先生（第1シリーズ〜スペシャルVI）
- 白虎隊（1986年）
- しゃぼん玉（1991年、長渕剛と共作）

### OVA
- ガルフォース2 DESTRUCTION（1987年）
- ガルフォース3 STARDUST WAR（1988年）

## テレビ出演

### 音楽番組
- 輝き続ける中島みゆき（2021年3月7日、BSフジ）[3]

### テレビドラマ
- 風にむかってマイウェイ（1984年、TBS） - 吉野忠義 役

## 書籍
- 『音楽と契約した男 瀬尾一三』ヤマハミュージックエンタテインメントホールディングス、2020年2月、ISBN 978-4636963052